# Glossaire de la Formule 1
Ce glossaire de la Formule 1 recense des termes et expressions techniques spécifiques à la Formule 1, catégorie reine du sport automobile. La plus grande part peut également s'appliquer à d'autres formules ou catégories disputant des épreuves sur circuit routier.
Cette catégorie, qui dispute un championnat du monde depuis 1950 et compte des équipes composées de membres venant du monde entier, utilise de nombreux termes et locutions anglophones.
- Haut – A
- B
- C
- D
- E
- F
- G
- H
- I
- J
- K
- L
- M
- N
- O
- P
- Q
- R
- S
- T
- U
- V
- W
- X
- Y
- Z

## A
- Adhérence (« grip », en anglais) : capacité du véhicule à maintenir le contact avec la piste par frottement et non par glissement. L'adhérence, conditionnée principalement par la qualité des pneus et la charge aérodynamique, est un secteur clé du réglage d'une Formule 1.
- Aérodynamique :
- Aileron : élément aérodynamique destiné à améliorer l'adhérence et la stabilité de la voiture en virage. Les monoplaces disposent d'un aileron avant et d'un aileron arrière qui comptent parmi les éléments les plus importants que l'on peut régler sur les monoplaces.
- Aileron arrière mobile : terme employé en français pour définir le DRS.
- Allumer un pneu : bloquer une roue lors d'un freinage appuyé, pouvant conduire à la formation d'un plat sur la surface de roulement restée en contact avec le sol.
- Appel : recours exercé contre une décision du pouvoir sportif infligeant une pénalité.
- Appui :  L'appui aérodynamique, composante inverse de la portance, permet à une monoplace de rester plaquée à la route. Lorsque, dans un écoulement d'air, la vitesse augmente, la pression statique diminue : il devient nécessaire de créer un appui aérodynamique grâce à un système d'aileron pour plaquer la voiture au sol. L'appui aérodynamique engendré par une monoplace de Formule 1 à pleine charge pourrait lui permettre de rouler sur le plafond d'un tunnel.
- Arrêt au stand (pit-stop) : arrêt au stand pendant la course. Jusqu'en 2009, les pilotes s'arrêtaient pour ravitailler en essence et changer de pneus ; depuis 2010, les voitures partant avec le plein, seuls les changements de pneus subsistent.
- Aspiration : phénomène aérodynamique, souvent utilisé lors des courses automobiles, qui consiste à se placer derrière une autre voiture lors d'un déplacement à une vitesse élevée pour diminuer sa propre résistance à l'air. Ce phénomène permet un important gain de vitesse et est fréquemment utilisé lors des dépassements. Il peut également être utilisé par des coéquipiers en qualifications, l'un donnant l'aspiration à l'autre dans la ligne droite pour lui permettre d'améliorer son temps. Mais cette manœuvre est difficile à effectuer, et ne réussit pas toujours.
- Attaquer : le verbe a deux acceptions. En premier, « attaquer » signifie « aller vite », pousser la monoplace à la limite de ses possibilités. En second, on l'utilise pour qualifier une tentative de dépassement d'un pilote sur un autre. Exemple : « attaquer un adversaire par l'intérieur ».
- Air propre et Air sale (clean air et dirty air) : du fait de l'aérodynamique complexe des Formule 1, rouler derrière une monoplace génère d'importantes turbulences qui fait qu'elles ont du mal à se suivre. On parle de rouler dans l'air sale dont la conséquence est notamment une usure excessive des pneumatiques. En revanche, l'air propre est quand une voiture évolue sans personne devant elle. La réglementation 2022 est destinée à éliminer ce phénomène.

## B
- Bac à graviers ou bac à sable : échappatoire disposée à l'extérieur des virages sur les circuits routiers, destinée à ralentir et stopper les véhicules victimes d'une sortie de piste (voir aussi zone de dégagement).
- Bloc : moteur.
- Box : En anglais, « boîte »,  désigne ici les stands. Mot souvent répété plusieurs fois (« Box, Box, Box ! ») par l'ingénieur de piste quand il appelle par radio son pilote à regagner la voie des stands pour changer ses pneus ou pour toute autre raison.

## C
- Championnat du monde :
- Châssis : structure rigide à laquelle tous les éléments constituant un véhicule sont fixés.
- Chicane : succession de deux virages de sens contraire (droite-gauche ou gauche-droite). Les chicanes sont généralement introduites sur les tracés pour « casser » les longues lignes droites et ainsi réduire la vitesse des monoplaces. Les circuits d'Imola, du Mans ou de Barcelone sont des exemples de tracés où des chicanes ont été rajoutées pour des raisons de sécurité.
- Chicane mobile : terme humoristique utilisé pour désigner un pilote très lent.
- Circuit automobile : installation permanente ou temporaire comprenant une piste bitumée et une infrastructure permettant d'accueillir les écuries et des spectateurs.
- Cockpit : espace où le pilote s'installe pour avoir accès aux commandes de la voiture.
- Commissaire de course : ces hommes sont placés de manière stratégique sur le parcours de l'épreuve afin d'intervenir en cas de problème et d'informer les concurrents des faits de course grâce aux différents drapeaux. Ils appliquent les décisions de la direction de course.
- Contestation : plainte d'une équipe qui estime qu'une autre équipe n'a pas respecté les règles.
- Corde : partie intérieure du virage. Un « point de corde » est l'endroit où la trajectoire du véhicule rejoint la corde.
- Courbe : virage rapide décrivant un arc de cercle (par exemple la Parabolica de Monza ou le 130 R de Suzuka).
- Courir : participer à un Grand Prix ou à une compétition automobile en général. D'où le terme "coureur automobile" tombé en désuétude, remplacé par "pilote automobile".
- Course sprint : voir Sprint.

## D
- Déborder : action de dépasser un concurrent.
- Déverminage : première session de tests d'une nouvelle monoplace. Le déverminage permet d'identifier d'éventuels problèmes techniques concernant le châssis, la carrosserie, le moteur, la boîte de vitesses. Ces problèmes doivent être résolus en priorité avant de pouvoir commencer la mise au point de la monoplace. Le terme vient du vocabulaire informatique.
- Diffuseur : dispositif aérodynamique destiné à diminuer la portance s'exerçant sur une automobile. Comme l'aileron, il permet d'augmenter l'adhérence et la stabilité de la monoplace.
- Direction de course : autorité de la course qui prend les décisions concernant l'épreuve (sortie de la voiture de sécurité, interruption de la course, etc.)
- Drag Reduction System ou DRS : système introduit en 2011 permettant de réduire la traînée à l'arrière de la voiture et donc d'aller plus vite en ligne droite en abaissant le "flap" de l'aileron arrière. En course, les pilotes ne sont habilités à utiliser le DRS que dans certaines portions du circuit définies par la FIA, quand les conditions météo le permettent et si la voiture qui les précède est à moins d'une seconde. La règle de la zone d'utilisation du DRS à moins d'une seconde d'écart s'applique également pour le dépassement des pilotes retardataires.
- Drapeau : éléments dont disposent les commissaires pour avertir les pilotes d'un danger ou d'une situation atypique. Il en existe plusieurs :
  - Drapeau blanc : présence d'un véhicule lent sur la piste (véhicule d'intervention ou bien monoplace présentant un problème technique). Le drapeau blanc est présenté aux véhicules sur la piste après le passage du véhicule lent, ceci permet aux concurrents de savoir quand ils arrivent au niveau du véhicule au ralenti.
  - Drapeau jaune et panneau « SC » : signale la présence de la voiture de sécurité sur la piste. Les commissaires présentent aux pilotes un panneau blanc où sont inscrites les lettres « SC » (pour Safety Car) tout en présentant un drapeau jaune pour indiquer l'interdiction de dépasser et l'obligation du maintien d'une allure réduite.
  - Drapeau bleu : présenté aux pilotes sur le point d'être dépassés par les leaders (le pilote retardataire n'est alors pas dans le même tour et doit libérer le passage en facilitant son dépassement). Le drapeau bleu est également présenté lors des séances qualificatives aux pilotes qui ne sont pas dans leur tour rapide pour les informer de l'arrivée d'un pilote à pleine vitesse.
  - Drapeau à damier : fin de la course.
  - Drapeau jaune : il est agité par les commissaires à l'entrée d'une zone du circuit jugée dangereuse, à cause d'un accident ou d'un abandon. Les pilotes ainsi prévenus doivent ralentir et n'ont pas le droit de dépasser, et ce jusqu'à la présentation du drapeau vert. Le drapeau jaune peut être doublé en cas de danger obstruant l'intégralité de la piste et nécessitant un arrêt des monoplaces.
  - Drapeau noir : disqualification du pilote.
  - Drapeau rouge : interruption de la course.
  - Drapeau vert : indique la fin de la zone de danger.
  - Drapeau orange sur fond noir : avertissement d'un problème mécanique dangereux sur un véhicule qui doit rentrer au stand ; les mécaniciens devant trouver une solution au problème soulevé par la direction de course.
  - Drapeau noir et blanc : avertissement pour conduite antisportive. Si le pilote se voit présenter ce drapeau deux fois, un drapeau noir lui est présenté pour lui signifier sa disqualification.
- Drive-through (traduction littérale, « conduire à travers ») : pénalité infligée à un pilote pendant une course qui consiste en un passage obligatoire par les stands, sans s'arrêter, mais en respectant la vitesse limite en vigueur.

## E
- Écurie : ensemble de l'équipe engagée dans le championnat du monde de Formule 1, de la partie technique (conception et construction de la voiture, logistique) à la partie sportive.
- Empattement : distance entre l'axe de l'essieu avant et l'axe de l'essieu arrière d'un véhicule.
- Épingle : virage à 180°.
- Essais libres : essais préalables aux qualifications et à la course, subdivisés en trois séances.
- Esse (ou S) : succession de deux courbes de sens contraire, formant un « S ». Exemple : le S de Senna, à Interlagos.

## F
- Faux-départ : se dit d'un départ volé par un coureur qui a démarré avant l'extinction des feux.
- FIA : Fédération internationale de l'automobile
- Fond plat : pièce de carbone courant sous la voiture favorisant un écoulement constant de l'air entre la piste et le châssis et permettant de créer un effet de sol grâce à l'extracteur positionné sur sa partie arrière. Sa hauteur et sa forme sont réglementés pour en limiter les effets.

## G
- Gomme : matière constituante des pneus ; les pneus eux-mêmes.
- Graining : formation de boulettes de gomme sur la surface des pneus. Le graining se forme quand les pneus glissent au lieu d'adhérer à la piste[1].
- Grand chelem : un pilote l'obtient en s'octroyant la pole position, la victoire, le record du tour et en menant tous les tours du Grand Prix pendant le même weekend de course.
- Grille de départ : disposition des voitures au départ de la course. La position des voitures est établie lors des qualifications.

## H
- Hat trick : le « coup du chapeau » désigne le fait, pour un pilote, de s'octroyer la pole position, la victoire et le record du tour pendant le même weekend de course.
- Harponner : heurter un concurrent avec le museau de sa monoplace.
- Halo : structure de protection frontale du cockpit des monoplaces pour protéger la tête des pilotes d'un choc avec un objet en mouvement, ou un choc frontal, obligatoire sur les Formule 1 depuis 2018 et ayant prouvé son efficacité, notamment lors de l'accident de Romain Grosjean au Grand Prix de Bahreïn 2020 ou l'accrochage entre Max Verstappen et Lewis Hamilton à Monza en 2021.

## I
- Intersaison : intervalle entre deux saisons du championnat du monde, pendant lequel la majorité du développement de la voiture suivante est effectué.

## L
- Leader : pilote qui mène l'épreuve.
- Lest : poids fixés sur les parties basse de la voiture, participant à l'équilibre et permettant de respecter la limite minimum de poids.
- Lift and coast (relâcher et avancer en roue libre) : il s'agit, à l'approche d'un virage, de relâcher la pédale d'accélérateur et de laisser la monoplace en roue libre afin d'économiser du carburant.
- Ligne droite des stands (ou ligne de départ) : nom donné à la portion du circuit qui longe l'allée des stands et où les pilotes s'alignent avant le départ.
- Livrée : ensemble des motifs et couleurs présents sur l'extérieur d'une voiture.

## M
- Mélange carburant : Le mélange de carburant des pilotes est le réglage qui permet d'injecter plus ou moins d'essence dans le moteur.
- Mulet : anciennement, une voiture de secours sur laquelle les pilotes se repliaient lorsque leur monoplace principale n'était plus utilisable pendant la course.
- Monoplace : voiture de course à une place présentant des caractéristiques type : présence d'ailerons, roues découvertes, moteur en position centrale-arrière, cockpit ouvert.
- Museau (ou nez) : partie avant de la voiture comprenant également l'aileron avant.
- MGU-H : pour « Motor Generator Unit Heat » unité de récupération et de restitution d'énergie thermique, associé au turbocompresseur des moteurs V6.
- MGU-K : pour « Motor Generator Unit Kinetic », unité de récupération et de restitution d'énergie cinétique, associé à la transmission.
- Moustache : partie inférieure de l’aileron avant

## O
- One move (« un changement ») : règle en vigueur depuis les années 1990 interdisant à un pilote de changer de trajectoire plus d'une fois lorsqu'il est sur le point d'être dépassé.
- Overcut : L'overcut (contraire de undercut) consiste à rester en piste avec des pneus usés tandis que le pilote poursuivi rentre aux stands, et de réussir à hausser le rythme malgré cette difficulté, si bien qu'après son arrêt, le pilote réussit à se placer devant tout en profitant de pneus plus frais que son rival pour finir la course.

## P
- Paddock : enceinte située derrière les stands, réservée aux équipes, aux pilotes et aux journalistes.
- Palette : levier de changement de vitesse semi-automatique, situé derrière le volant, qui permet de monter ou descendre les vitesses.
- Parc fermé : zone sécurisée du circuit dans laquelle les voitures sont conduites après la course. Quand elles sont dans cet espace, il est interdit à quiconque de toucher les voitures sans l'autorisation expresse de la FIA. Ce terme français est passé tel quel dans la langue anglaise.
- Pesage : Après une course ou une séance de qualifications, le pilote et sa voiture doivent peser au moins 605 kg.
- Pilote payant : pilote automobile professionnel qui n'est pas rémunéré par son équipe. Il fournit un budget complémentaire à son écurie, par le biais d'un commanditaire personnel ou par un soutien financier extérieur. Son salaire est également payé par son commanditaire. Il n'est pas payé pour courir, au contraire, il paye pour courir.
- Pit : les stands. La traduction littérale québécoise est « les puits ».
- Pit lane : voie des stands.
- Pit stop : arrêt au stand
- Plat : usure excessive et localisée d'un pneu résultant souvent d'un freinage manqué ou d'un tête-à-queue. Un plat important entraîne des vibrations qui peuvent abîmer, voire détruire la suspension.
- Plonger (à l'intérieur/l'extérieur) : action de retarder son freinage pour dépasser un concurrent.
- Pneumatiques : les pilotes disposent d'un nombre limité de pneus dont ils doivent gérer l'usure.
- Podium :  cérémonie d'après course durant laquelle les autorités sportives délivrent les trophées aux pilotes qui ont terminé aux trois premières places, ainsi qu'à l'équipe du vainqueur représentée par un de ses membres.
- Pole position : première place de la grille de départ, déterminée d'après les temps réalisés en qualification.
- Prendre un tour : expression employée lorsqu'un leader dépasse un pilote retardataire.

## Q
- Q1, Q2, Q3 : nom des trois sessions qui composent la phase de qualifications. La première séance, Q1, dure 18 minutes. Seuls les quinze pilotes les plus rapides ont accès à la seconde séance, Q2, qui dure un quart d'heure. Les dix meilleurs peuvent enfin disputer la Q3 (anciennement appelée « super pole ») pendant 12 minutes.
- Qualifications : La séance de qualifications a généralement lieu la veille de la course et se déroule en trois temps. Elle détermine l'ordre des voitures sur la grille de départ. Le pilote qui réalise le meilleur temps obtient la pole position.
- Qualification sprint : une nouvelle formule d'agencement du weekend de course est organisée en 2021 : le traditionnel déroulé Q1, Q2, Q3 est déplacé au vendredi  et détermine l'ordre de départ de la « course sprint » disputée le samedi sur 100 km (soit environ un tiers de la distance d'un Grand Prix), le vainqueur obtenant la pole position. Par ailleurs, des points sont attribués à l'arrivée du sprint : 3 pour le premier, 2 pour le deuxième et 1 pour le troisième. Cette qualification sprint est remplacée, dès l'année suivante, par une Course Sprint.

## R
- Ravitaillement : arrêt au stand pendant la course pour recharger la monoplace en essence. Depuis 2010, les voitures partant avec le plein, les ravitaillements n'existent plus.
- Règle des 107 % : règle en vigueur lors des séances de qualification. Pour avoir le droit de participer à la course, un pilote doit avoir réalisé un temps inférieur à 107 % du meilleur temps de la session Q1.
- Règlement : ensemble des règlements sportifs et techniques qui régissent les Grands Prix. Le règlement évolue chaque année, la plupart du temps dans le but d'augmenter la sécurité des pilotes.
- Rookie of the Year : titre honorifique d'origine américaine, donné, par les autres pilotes ou par la presse spécialisée selon les championnats, au meilleur débutant de la saison dans une discipline du sport automobile. Le classement au championnat n'est souvent pas le seul critère retenu. En effet, les capacités à gérer une course, à effectuer des dépassements ou à défendre sa position sont également retenues.

## S
- Secteur : Un circuit est habituellement divisé en trois secteurs conçus pour faciliter le chronométrage et noter les performances des voitures chacune des trois parties de la piste. Sur l'écran de chronométrage, l'amélioration d'un pilote sur une secteur donné s'affiche en vert, et le record apparait en violet.
- Set up (en français, réglage) : sert à optimiser le comportement de la voiture en fonction des exigences du tracé. Il concerne donc chaque élément paramétrable sur la monoplace : ailerons, suspensions et boîte de vitesses, principalement.
- Slingshot pass (dépassement en fronde) : manœuvre de dépassement. La préparation se fait lorsqu'un pilote se place juste derrière la voiture qu'il veut dépasser pour bénéficier d'une moindre résistance de l'air (phénomène d'Aspiration). Les deux voitures se déplacent à la même vitesse mais la puissance moteur de celle de tête est à son maximum alors que la suivante, aspirée, dispose d'une petite réserve. Au moment de la manœuvre, elle plonge à droite ou à gauche et applique simultanément toute sa puissance moteur ce qui produit une accélération subite permettant le dépassement.
- Sous-virage : On parle de sous-virage lorsque la voiture ne « tourne pas assez ». Ce phénomène est souvent dû à un manque de grip à l'avant qui peut résulter d'une mauvaise pression des pneus avant, d'un mauvais réglage du train avant ou d'un manque d'appui de l'aileron avant.
- Sprint : une nouvelle formule d'agencement du week-end de course est organisée sur certaines épreuves du championnat 2022 : la séance de qualifications (déroulé traditionnel Q1, Q2, Q3) est déplacée au vendredi et détermine l'ordre de départ de la « course sprint » disputée le samedi sur 100 km (soit environ un tiers de la distance d'un Grand Prix). Le vainqueur de cette course sprint obtient la première place sur la grille de départ du Grand Prix, toujours disputé le dimanche. Des points sont attribués à l'arrivée du sprint : de 8 pour le premier à 1 pour le huitième.

- Stand : garage réservé à une écurie.
- Stop-and-go (en français, « s'arrêter et repartir ») : pénalité infligée à un pilote pendant une course qui consiste à passer par la ligne des stands et à marquer un arrêt complet du véhicule devant son stand pendant 10 secondes avant de repartir. Il est interdit d'effectuer la moindre manipulation sur la voiture pendant cette pénalité.
- Survirage : On parle de survirage quand la voiture « tourne trop ». Le phénomène peut être dû à une mauvaise pression des pneus arrière, un mauvais réglage de suspension, ou à un mauvais réglage de l'aileron arrière qui manque d'appui.
- Suspension à tirant/suspension à poussoir : Les monoplaces de Formule 1 actuelles disposent de suspension à double triangle, le système amortisseur/ressort étant monté dans la monoplace au niveau du capot avant (auvent). Pour relier les roues aux ressorts il existe deux solutions : les suspensions à poussoir et les suspensions à tirant. Le poussoir transmet les forces subies par la roue en comprimant le ressort alors que les tirants dissipent ces mêmes forces en tirant l'amortisseur. Pour les suspensions arrière de nombreuses écuries utilisent des suspensions à tirant, plus facile à implanter que les poussoirs à cause de l'encombrement de la boîte de vitesses. En effet, les poussoirs sont implantés au niveau de l'attache de l'aileron arrière, directement sur le carter de la boîte de vitesses.
- Système de récupération de l'énergie cinétique ou SREC (en anglais, KERS) : système de freinage introduit en Formule 1 en 2009 qui récupère une partie de l'énergie cinétique générée par la décélération et la convertit en énergie mécanique utilisable pour la ré-accélération.

## T
- Tête-à-queue : perte d'adhérence qui se traduit par un dérapage à 180°.
- Tirer droit : on emploie cette expression lorsqu'un pilote laisse « filer » sa monoplace aux abords d'un virage, pour éviter une collision ou simplement parce qu'il a manqué son freinage.
- Top team : écurie de pointe.
- Tour de mise en grille (ou tour de formation) : juste avant le départ de la course, les pilotes effectuent un tour de piste au terme duquel ils prennent leur place sur la grille de départ.
- Tour d'installation : au début des essais libres ou des qualifications, les pilotes effectuent un tour à vitesse réduite pour tester les commandes de leur monoplace.
- Transmission : dispositif électro-hydraulique, spécifique aux monoplaces de Formule 1, qui permet de passer les vitesses au volant sans avoir à utiliser l'embrayage.
- Triple header : terme anglais utilisé dans le monde de la Formule 1 pour désigner trois Grands Prix disputés lors de trois weekends consécutifs.
- Team Principal : terme anglais désignant le directeur d'une écurie.

## U
- Undercut : une stratégie qui consiste à faire son arrêt au stand avant un concurrent poursuivi mais difficile à dépasser en piste. Il s'agit de profiter d'un jeu de pneus frais pour prendre de l'avance sur au moins un tour et ainsi se retrouver devant lorsque l'autre voiture (qui a fait ce même tour avec des pneus usés, donc moins vite) fera son arrêt.
- Unsafe release : terme employé pour caractériser une remise en piste dangereuse après un arrêt aux stands (fait l'objet d'une pénalité, généralement une amende). Par exemple lorsqu'une roue a été mal fixée mais que le pilote a été autorisé à repartir.

## V
- Vibreur : bordure en relief située à l'intérieur et en sortie de virage, à l'extérieur. Généralement peints en rouge et blanc, ils aident les pilotes à voir où se situe la limite de la piste. Les vibreurs sont étudiés pour ne pas ralentir les voitures, qui peuvent alors rouler dessus pour prendre la meilleure trajectoire possible.
- Voie : distance entre les deux roues d'un même essieu.
- Voiture de sécurité ou safety car : voiture utilisée pour neutraliser la course. En cas d'accident ou de conditions météorologiques dangereuses, la voiture se place devant le leader et roule à vitesse réduite, afin de permettre aux commissaires de course d'intervenir en toute sécurité.
- Voiture de sécurité virtuelle ou virtual safety car : depuis 2015, cette procédure est enclenchée quand un danger sur la piste ne nécessite pas la sortie de la voiture de sécurité. Les pilotes, avertis par les panneaux VSC, n'ont pas le droit de se dépasser et doivent réduire leur vitesse de 40 %, observant des temps au tour minimum qui sont définis par secteur.

## Z
- Zone de dégagement, ou « run-off » en anglais, une surface libre située à l'extérieur des courbes et des virages, permettant l'arrêt passif ou actif d'un véhicule. De plus en plus souvent asphaltée, parfois complétée d'un bac à graviers.